# NGC 3418
NGC 3418 é uma galáxia espiral barrada (SB0-a) localizada na direcção da constelação de Leo Minor. Possui uma declinação de +28° 06' 44" e uma ascensão recta de 10 horas, 51 minutos e 23,9 segundos.
A galáxia NGC 3418 foi descoberta em 11 de Abril de 1785 por William Herschel.